# Клеметсен, Ховард
Ховард Клеметсен (норв. Håvard Klemetsen) (род. 5 января 1979 года в Кёутукейну, Финнмарк) — известный норвежский двоеборец, чемпион Олимпийских игр в Сочи (2014), чемпион мира 2005 года.

## Спортивная карьера
Лучшим результатом Ховарда Клеметсена является победа на чемпионате мира 2005 года в командном первенстве. Позднее в 2007 и 2011 годах он трижды становился бронзовым призёром также в командном первенстве. Лучший личный результат - 4 место в прыжках с большого трамплина и гонке на 10 км на чемпионате мира 2011 в Осло.
Ховард Клеметсен принимал участие в Зимних олимпийских играх 2006 года, его результат - 20 место в индивидуальной гонке.
Лучший результат на этапах Кубка мира в личных гонках - 4 место.
Многолетний прыжковый лидер сборной Норвегии Ховард Клеметсен по окончании зимнего сезона 2016/2017 гг. объявил о завершении спортивной карьеры. Уроженец Тромсе выступал на международной арене с 1996 года, за это время он не раз побеждал в эстафетах на этапах Кубка мира, стал чемпионом мира в 2005 году и олимпийским чемпионом в Сочи. Опытный норвежец по примеру Кристофа Билера и Ронни Аккермана стал тренером, возглавив команду "Пекин 2022".